# Денна красуня
«Денна красуня» (фр. Belle De Jour) — кінофільм режисера Луїса Бунюеля, знятий у 1967 році. Екранізація роману Жозефа Кесселя. Фільм отримав «Золотого лева» на Венеційському кінофестивалі (1967) та низку інших кінонагород . У 2010 році, часопис Empire вписав «Денну красуню» до списку 100 найкращих фільмів світового кіно (56-та позиція).
Головна героїня — мазохістка Северина (Катрін Денев), дружина вродливого лікаря П'єра Серізі (Жан Сорель), яка байдужа до свого чоловіка, оскільки він не задовольняє її мазохістських потреб. Вона постійно бачить сни, в яких чоловік мордує її, але в реальності він дуже чуйний і люблячий.
Врешті-решт, втративши сили надалі терпіти своє незадоволення, Северина влаштовується працювати до борделю, де вона нарешті може втілити свої сексуальні фантазії. Але працювати вона може тільки вдень, допоки чоловіка немає вдома. За це і отримує прізвисько «денна красуня», але, незважаючи на обмеження в часі, завойовує прихильність багатьох клієнтів. У результаті свідомість Северини і реальне життя зазнають безповоротних змін.
Український переклад зробила студія Цікава ідея на замовлення Гуртом..

## Сюжет
Северині, 23-ирічній дружині вродливого лікаря П'єра Серізі, сниться як чоловік везе її кудись в кареті, а потім наказує візникам відшмагати її та зґвалтувати. В реальному житті подружжя скоро відзначатиме річницю весілля. Проте Северина байдужа до свого чоловіка, оскільки він не задовольняє її мазохістських потреб, у яких вона не зізнається. П'єр дуже чуйний і люблячий, друзі вважають його зразковим чоловіком, але не Северина. Від подруги вона дізнається, що їхня знайома Генріетта, як кажуть, працює повією. Северина запитує в чоловіка чи до одруження він ходив у будинки розпусти. Той зізнається, що ходив, але картає себе за це.
Інтерес Северини до роботи повій зауважує знайомий її чоловіка, підстаркуватий Анрі Юссон. Він дає їй адресу будинку розпусти, «салону мадам Анаїс». Мадам Анаїс одразу розуміє, що жінка шукає втілення своїх бажань, і пропонує їй спробувати себе в ролі повії. Северина вагається чи правильно вчинить, але П'єр відлучається на зустріч зі своїм начальником і жінка наважується цим скористатись.
Анаїс гарантує Северині таємність і пропонує обрати ім'я. Вона пропонує назватися Денною Красунею, оскільки жінка зможе відвідувати будинок розпусти тільки вдень, коли її чоловік на роботі. З першим клієнтом, Адольфом, Северина вагається, але врешті віддається йому. Після цього їй сниться, що чоловік карає її, вона тиждень не навідується в «салон», але потім повертається. Черговий клієнт вважає, що Денна Красуня йому не підходить. Анаїс дозволяє підглянути за ним, Северина бачить, що клієнт мазохіст і хоче аби інша повія його принижувала. Северина фантазує про секс з Юссоном у присутності чоловіка. У той же час стосунки з чоловіком покращуються, і вони починають регулярно займатися сексом.
Северина знайомиться з молодим злочинцем Марселем, який пропонує їй такі ж гострі відчуття, як у її фантазіях. Коли Марсель стає все більш ревнивим і вимогливим, Северина вирішує покинути «салон». Тим часом П'єр підозрює, що дружина зраджує йому. Марсель переслідує Северину та погрожує розкрити її таємницю П'єру.
Марсель піджидає П'єра, коли той повертається додому, і тричі стріляє в нього. Потім Марсель тікає, але його застрелює поліція. П'єр виживає, проте лишається в комі. Поліція не може знайти мотиви замаху на вбивство. За якийсь час Северина доглядає вдома за паралізованим осліплим П'єром. Юссон відвідує П'єра, щоб розповісти йому правду про таємне життя дружини; вона не намагається його зупинити. Почувши його розповідь, чоловік плаче, а потім встає з інвалідного візка, наливає собі алкоголю та запитує в Северини де їм відпочити. Северина чує як наближається карета, як у її сні.

## У ролях
- Катрін Денев — Северина Серізі / «Денна красуня»
- Жан Сорель — П'єр Серізі
- Мішель Пікколі — Анрі Юссон
- Женев'єв Паж — мадам Анаїс
- П'єр Клементі — Марсель
- Франсуаза Фабіан — Шарлотта
- Маша Меріль — Рене Февре
- Марія Латур — Матильда
- Мюні — Паллас
- Франсіс Бланш — мосьє Адольф
- Франсіско Рабаль — Іпполіт
- Жорж Маршаль — герцог
- Клод Серваль — водій

## Сприйняття
На агрегаторі оглядів Rotten Tomatoes рейтинг схвалення «Денної красуні» критиками складає 95 % з середньою оцінкою 8,6/10.
Як писав Роджер Еберт, режисер Бунюель у молодості він був сюрреалістом, співавтором із Сальвадором Далі «Андалузького пса» (1928), і він був зачарований тим, як глибоке емоційне програмування може бути важливішим, ніж свобода волі в спонуканні до рішень. Фільм «Денна красуня» елегантно змонтований — костюми, декорації, декор, зачіска, одяг. Доля Северини здається зумовленою. Вона каже «Це огидно», підглядаючи за клієнтами борделю, а потім повертається і знову підглядає. Це історія про потреби та примуси, настільки глибоко закарбовані, що вони діють на інстинктивному рівні. Проте, хоча Северина — мазохістка, яка любить, щоб з нею поводилися грубо, вона також помічає дрібні деталі, що у фільмі ніколи не пояснюються, тому що вони належать лише їй. Наприклад, коли лунає нявкання котів або звук дзвоника. Подібно один з клієнтів демонструє щось у лакованій коробці, але глядачі ніколи не дізнаються, що там. Буквальна правда тут не має значення.
Чарльз Чемплін в «Los Angeles Times» написав, що «Денна красуня» — це дослідження жіночої сексуальності та її труднощів. Фантазії Северини допомагають їй позбутися почуття провини перед чоловіком, який бачить її ідеалізовано. Найдивніша звичка Бунюеля: дозволяти кожній сцені тривати кілька довгих секунд після того, як вона явно закінчилася. Надзвичайно витонченим чином це справляє відчуття млявості та сонливості, що має своє призначення. Фільм пронизують не чуттєві спокуси, а смуток суспільства, в якому любов і чуттєвість надто рідко сприймаються як єдність і надто часто як взаєморуйнівний клубок.
На думку Пітера Бредшоу, описану в «The Guardian», Северина почувається оскверненою насильством, свідком якого стала в дитинстві. Її мазохізм походить із бажання очиститися від цього, виправити провину, принижуючи себе. Бунюель спритно показав 13-річну племінницю мадам Анаїс в одній сцені, де незрозуміло, чи це сучасність, чи ще один спогад про юність Северини. Бунюель також запрошує глядачів поміркувати про розуміння злочину суспільством. Те, що Северина працює в борделі, здається вартим загального осуду. Та чоловіків, які відвідують бордель, ніхто не засуджує. Це проникливий коментар щодо лицемірства соціальних відносин і сексуальної політики.
Рита Кемплі в «The Washington Post» зробила висновок, що бордель, де працює Северина, стає метафоричною антитезою шлюбу. Як клієнти, так і повії можуть виразити там щиру пристрасть і відчути щире захоплення. Бунюель, піонер сюрреалізму 20-х і 30-х років, легко подорожує між реальним і фантастичним світом Северини. Режисер, можливо, випередив свій час, але він виявляє не більше співчуття до своїх героїв, ніж псих-вбивця до своїх жертв. Щасливий фінал, очевидно, ще одна з фантазій Северини.

## Додаткові факти
- Катрін Денев грає роль в костюмах від Ів Сен-Лорана.
- У 2006 році португальський режисер Мануель де Олівейра випустив фільм «Belle toujours», у якому розповідається про уявну зустріч між двома персонажами фільму.

## Нагороди та номінації
| Рік  | Нагорода/Фестиваль                              | Категорія                    | Номінант      | Результат |
| ---- | ----------------------------------------------- | ---------------------------- | ------------- | --------- |
| 1967 | Венеційський кінофестиваль                      | «Золотий лев»                | Луїс Бунюель  | Перемога  |
| 1967 | «Премія Пазінетті» / Венеційський кінофестиваль | Найкращий фільм              |               | Перемога  |
| 1968 | Премія «Боділ»                                  | Найкращий європейський фільм | Луїс Бунюель  | Перемога  |
| 1968 | Приз французького синдикату кінокритиків        | Найкращий фільм              | Луїс Бунюель  | Перемога  |
| 1969 | Премія BAFTA                                    | Найкращий акторка            | Катрін Деньов | Номінація |